# Басаев, Олег Темирболатович
Олег Темирболатович Басаев (осет. Басаты Темырболаты фырт Олег); (род. 17 апреля 1960, Беслан, Северо-Осетинская АССР) — советский и российский живописец, педагог, профессор Северо-Осетинского университета. Академик РАХ (2021; член-корреспондент 2009). Заслуженный художник РФ (2011).

## Биография
Родился 17 апреля 1960 года в Беслане.
В 1988 году окончил Московский художественный институт имени В. И. Сурикова, мастерскую монументальной живописи профессора Клавдии Тутеволь.
С 1982 года принимает участие в республиканских, региональных и всероссийских выставках.
Персональные выставки проходили в Нью-Йорке (1996), Кипре (2002, 2004, 2006), в Москве (2019)
В 1995 году вступил в Союз художников России.
В 2009 году избран членом-корреспондентом Российской академии художеств.
В 2011—2013 гг. был членом Общественной палаты Республики Северная Осетия — Алания.
С 2013 года — профессор Северо-Осетинского государственного университета им. К. Л. Хетагурова.
С 2014 года — член совета по культуре при главе РСО — Алания.
В 2021 году избран действительным членом Российской академии художеств.
Работы находятся в Республиканском государственном художественном музее им. М. Туганова (г. Владикавказ), Музее современного Русского искусства Р. Табакмана (Нью-Йорк, США), в музее современного искусства РАХ, в Фонде Михаила Шемякина (Санкт-Петербург), а также в частных собраниях в России и за рубежом.
Живёт и работает в Владикавказе, Республика Северная Осетия — Алания.

## Награды
- Член-корреспондент Российской академии художеств (Южное региональное отделение, с 2009 года), академик (с 2021 года)
- Заслуженный художник Российской Федерации (2011)
- Заслуженный деятель искусств РСО — Алания (2001)
- Член Союза художников России (с 1995 года)

## Основные работы
«Две скалы» (1996 г.), «Мистическая ночь» (1997 г.), «Осетия. Притяжение небес» (2007 г.), «Арка» (2008 г.), «Средиземноморский натюрморт» (2006 г.), «Безумный пастух» (1999 г.), «Дзауджикау. Полёты во сне и наяву» (2004 г.), «Аллегория Кипра» (2006 г.), «Натюрморт с бутылками и лимоном» (2008 г.), «Равновесие» (2008 г.)

## Государственные и общественные награды и премии
Серебряная медаль Союза художников России (2012) ; Золотая медаль Творческого Союза художников России (2010) ; Медаль и диплом «Серебряная муза» ТСХ Южного Федерального округа (2009).
Награды Российской академии художеств
- Серебряная медаль РАХ (2006)